# Utilita伯明罕體育館
伯明罕體育館（Arena Birmingham），舊稱巴克萊卡體育館（Barclaycard Arena）、國家室內體育館（National Indoor Arena），位於英國伯明罕，是歐洲最繁忙的室內體育和娛樂場館之一。在1991年啟用以來，曾接待過30種不同運動、綜藝娛樂節目和音樂所帶來的觀眾。它為英國最大的室內體育館。
他目前是英國可容納人數第三多的體育館。2019年，體育館的門票銷售量為530,597張，在英國排名第四。

## 外部連結
- 官方网站
- Construction of the Arena's Roof